# James Wilson Carmichael
James Wilson Carmichael, aussi connu comme John Wilson Carmichael, né le 9 juin 1800 à Newcastle upon Tyne et mort le 2 mai 1868 à Scarborough, est un peintre de marine britannique.

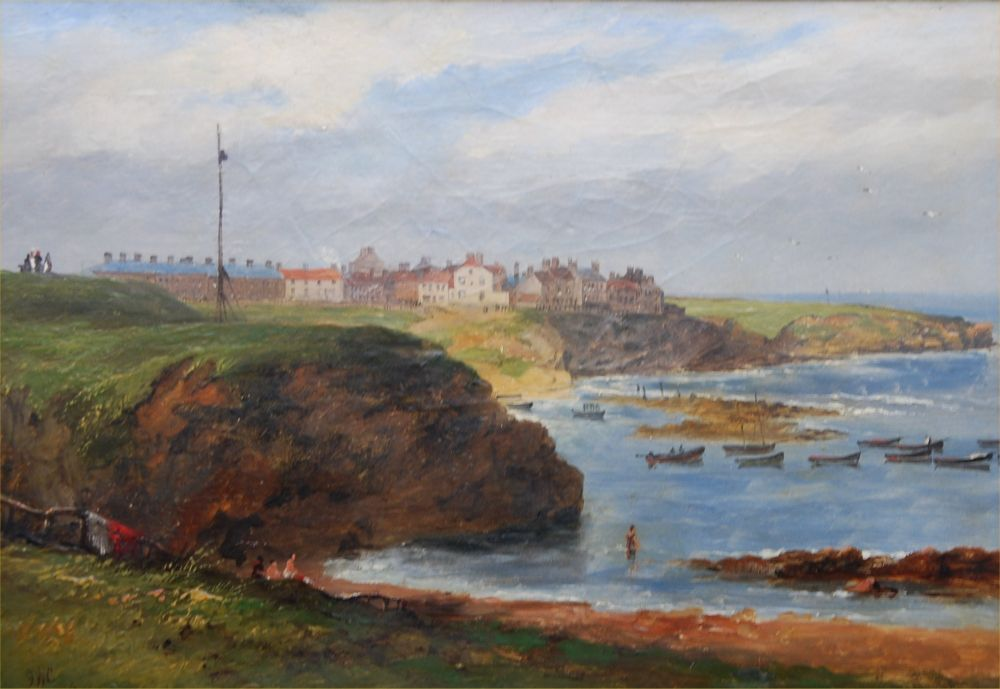
Cullercoats (en) from the South (1845)
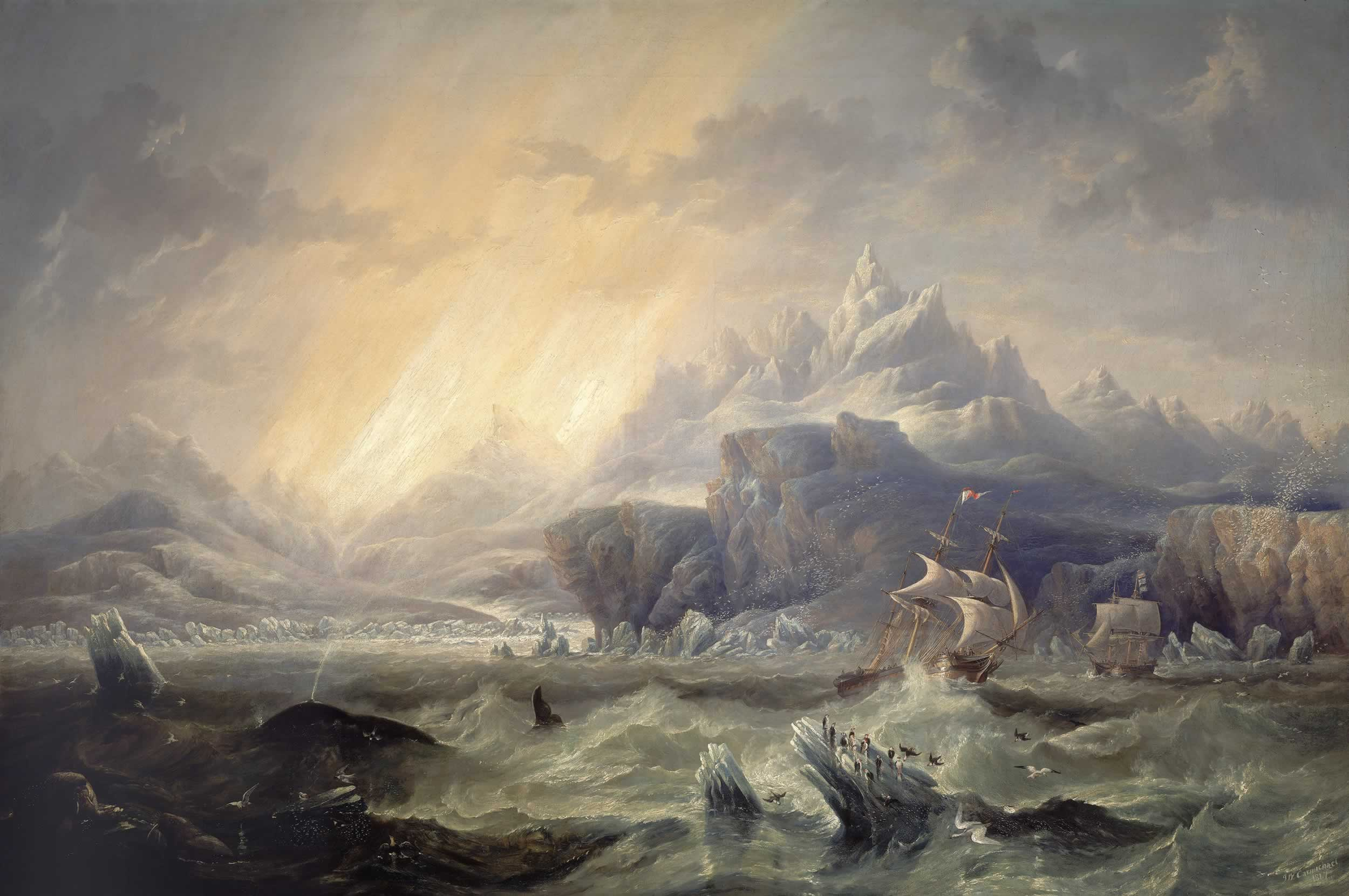
HMS Erebus and Terror in the Antarctic (1847)
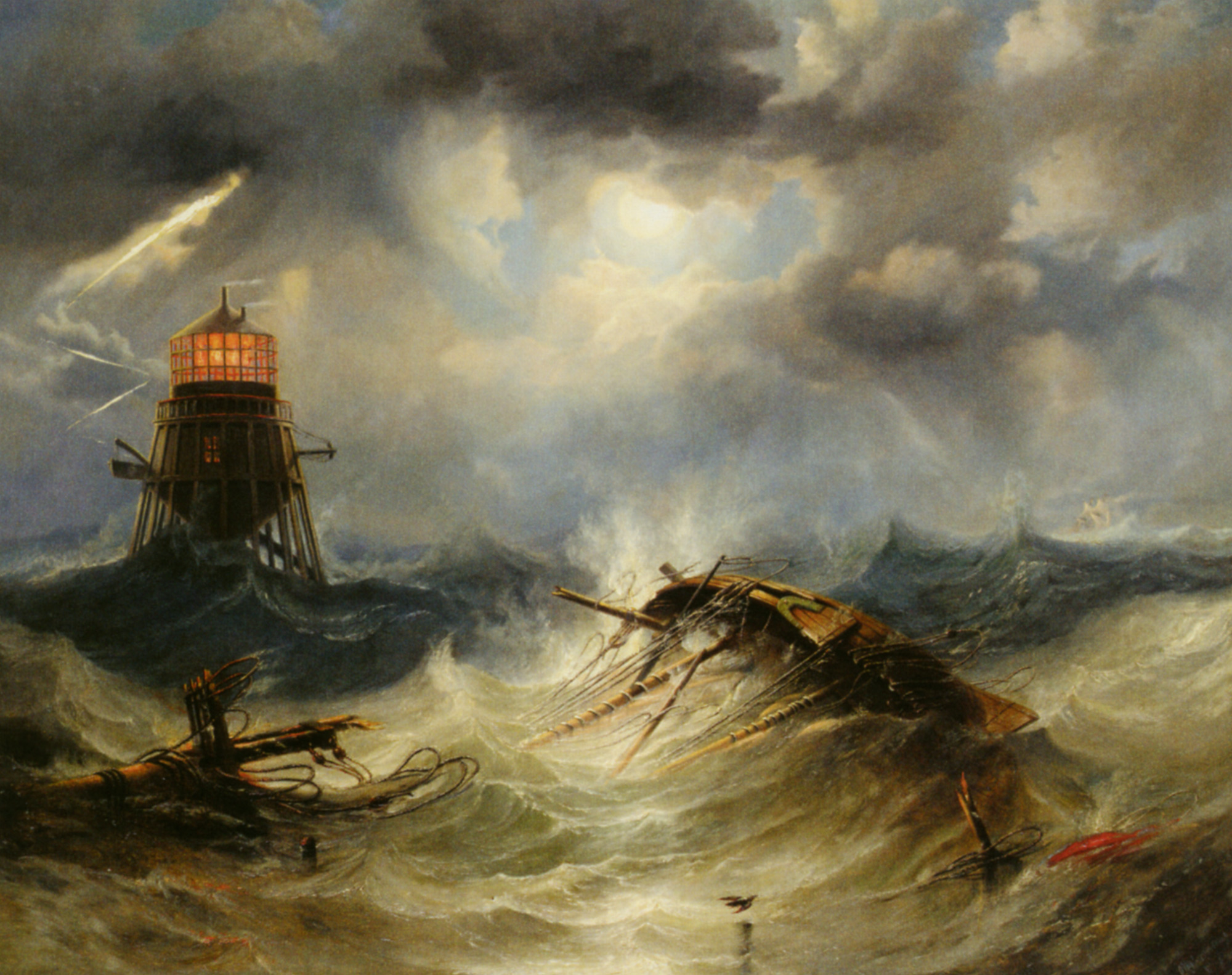
The Irwin Lighthouse, Storm Raging (1851)
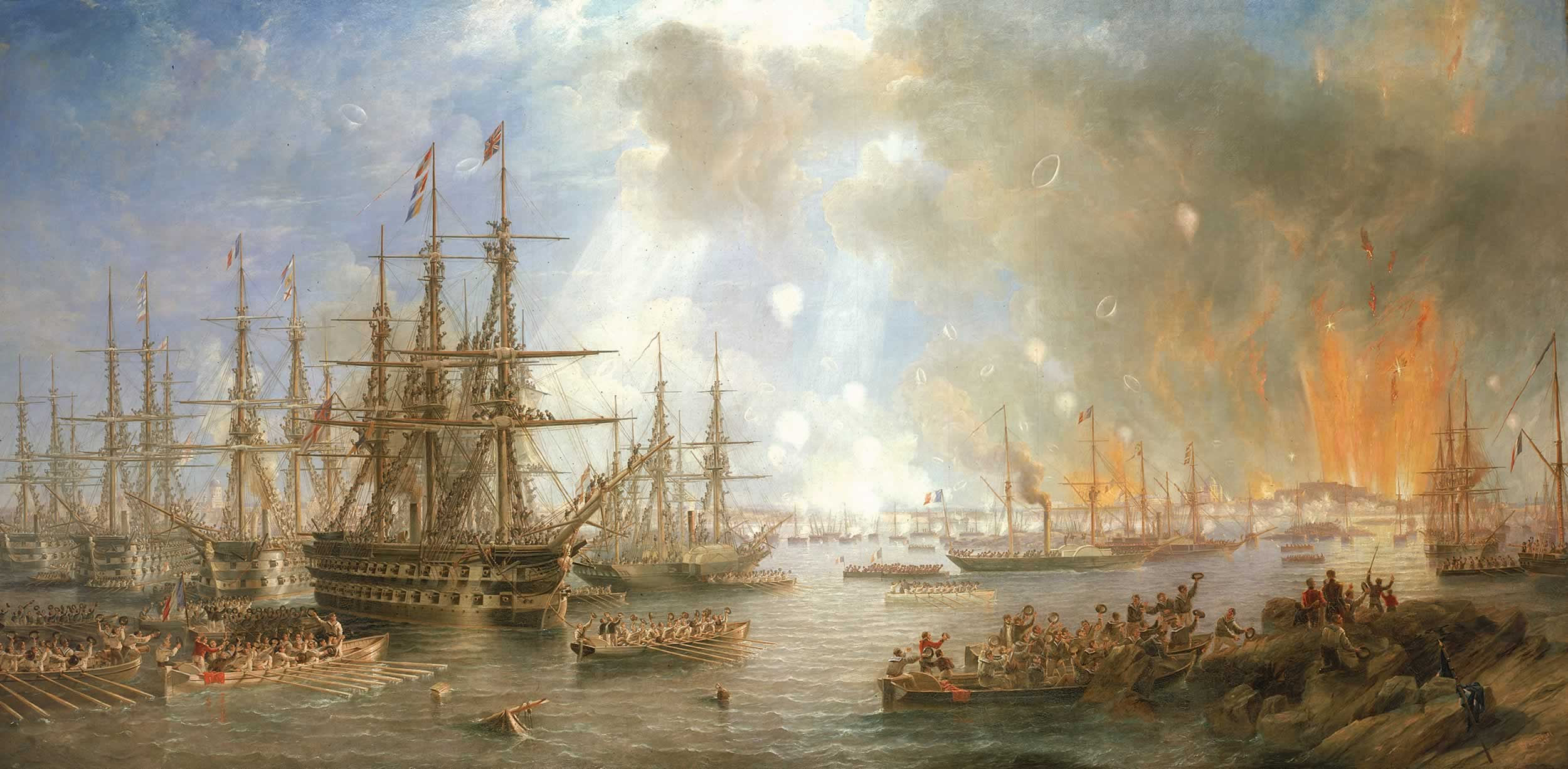
The Bombardment of Sveaborg, 9 August 1855 (1855)
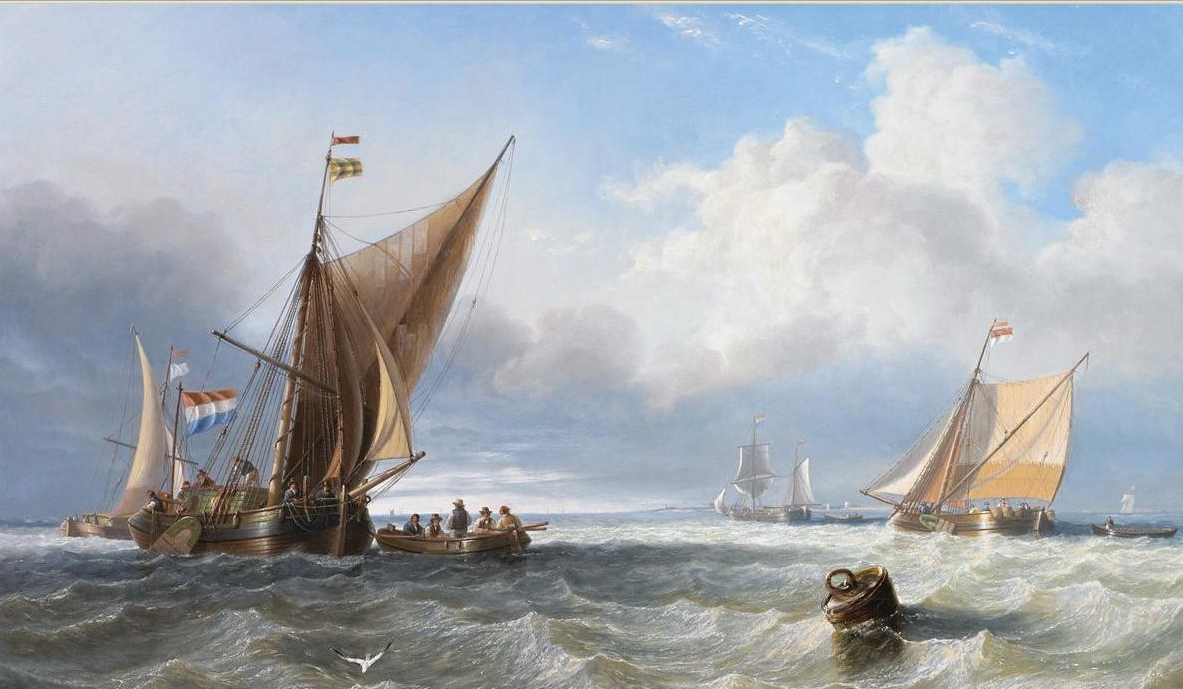
Off the Dutch Coast (1858)